# SM U-44 (1914)
SM U-44 – niemiecki okręt podwodny typu U-43 zbudowany w Kaiserliche Werft w Gdańsku w latach 1913-1915. Wodowany 15 października 1914 roku, wszedł do służby w Cesarskiej Marynarce Wojennej 7 maja 1915 roku. Służbę rozpoczął w III Flotylli pod dowództwem kapitana Paul Wagenführa. U-44 w czasie sześciu patroli zatopił 22 statki o łącznej pojemności 72 542 BRT. 3 statki uszkodził oraz zajął 3 jako pryz.
Pierwszym zatopionym statkiem był niewielki rosyjski żaglowiec z 1903 roku „Ottomar” o pojemności 327 BRT, który 25 marca 1916 roku  został zatopiony około 40-45 mil na południowy wschód od Fastnet Rock. 
31 marca 1916 roku w okolicach wyspy Ouessant, U-44 zatopił duży brytyjski parowiec SS „Achilles” o pojemności 7043 BRT płynący z Sydney do Liverpoolu z ładunkiem zboża i wełny. W wyniku ataku torpedowego zginęło pięciu członków załogi. Tego samego dnia kolejną ofiarą U-44 był brytyjski tankowiec SS „Goldmouth” o pojemności 7446 BRT. 16 marca 1917 roku U-44 zatopił brytyjski tankowiec SS „Narragansett” o pojemności 9196 BRT, płynący z ładunkiem smarów z Nowego Jorku do Londynu. W wyniku ataku zginęło 46 członków załogi wraz z kapitanem.
Ostatnim zatopionym przez załogę U-44 okrętem był brytyjski statek pułapka SS „Bracondale” zatopiony w ataku torpedowym 5 sierpnia 1917 roku. 
12 sierpnia 1917 roku w czasie kolejnego patrolu U-44 został staranowany przez HMS „Oracle” na południe od wybrzeży Norwegii.